# Jean-Philippe Grandclaude
Pas d'image ? Cliquez ici

a Compétitions nationales et continentales officielles uniquement.

b Matchs officiels uniquement.
Dernière mise à jour le 26 août 2020.
Jean-Philippe Grandclaude, né le 4 août 1982 à Fréjus (Var), est un joueur de rugby à XV français. Il a joué en équipe de France et évolue au poste de centre (1,83 m pour 101 kg).

## Carrière

### En club
- 1990-2000 : CARF
- 2001-2003 : AS Béziers
- 2003-2004 : US Colomiers
- 2004-2012 : USA Perpignan
- 2012-2015 :  : Stade rochelais
- 2015-2016 : SC Leucate[2] (2e division fédérale)

Il a disputé 42 matchs en compétitions européennes, dont 36 en coupe d'Europe avec Béziers et Perpignan et 6 en challenge européen avec Béziers et Colomiers.

### En équipe nationale
Il a honoré sa première cape internationale en équipe de France le 13 février 2005 contre l'équipe d'Angleterre.
Après le Tournoi des six nations 2005, il a participé aux matchs de juin 2007 contre l'équipe de Nouvelle-Zélande, alors que les internationaux du Stade toulousain, de l'ASM Clermont Auvergne, du Biarritz olympique et du Stade français disputaient les demi-finales du Top 14 2006-2007 avec leurs clubs respectifs.

## Palmarès
Avec l'équipe de France
- 3 sélections
- Sélections par année : 2 en 2005, 1 en 2007
- Tournoi des Six Nations disputé : 2005 (Angleterre et pays de Galles)
- Équipe de France -21 ans : participation au championnat du monde 2002 en Afrique du Sud
- Équipe de France -19 ans : vice-champion du monde 2001 au Chili, face à la Nouvelle-Zélande

Avec Perpignan
- Championnat de France de rugby à XV :
  - Champion (1) : 2009 face à Clermont-Ferrand (remplace David Marty à la 74e).